# 欣嫩子谷
欣嫩子谷（希伯來語：‎），又称欣嫩谷，是耶路撒冷的一个谷地。
阿拉伯語中，稱欣嫩子谷為「拉巴比乾河」（阿拉伯语：‎，羅馬化：Wadi er-Rababi）。
在希伯来圣经中，第一次提及於猶大支派的領地，作為耶布斯的南界。犹大诸王在此以火獻祭自己孩子給摩洛克的地方 。此后，这个地方便被认为受到了诅咒，不同於「地府」（希伯來語：‎，羅馬化：Sheol），作為「煉獄」的代名詞。
基督教的新約文本中，亦譯作地獄。